# Mikiko Hagiwara
Mikiko Hagiwara (萩原美樹子?, Hagiwara Mikiko; Fukushima, 17 aprile 1970) è un'allenatrice di pallacanestro ed ex cestista giapponese, di ruolo guardia, professionista nella WNBA, allenatrice delle Haneda Vickies.

## Carriera
È stata selezionata dalle Sacramento Monarchs come 14ª scelta assoluta del l'Elite draft del Draft WNBA 1997.
Con il Giappone ha disputato i Giochi olimpici di Atlanta 1996 e tre edizioni dei Campionati mondiali (1990, 1994, 1998).